# Pays du Grand Pau
 (juillet 2025).
Motif : Sans sources.
- Archive Wikiwix
- Bing
- Cairn
- DuckDuckGo
- E. Universalis
- Gallica
- Google
- G. Books
- G. News
- G. Scholar
- Persée
- Qwant
- (zh) Baidu
- (ru) Yandex
- (wd) trouver des œuvres sur Wikidata

| 1. | Préciser le motif de la pose du bandeau. | Précisez le motif de la pose du bandeau en utilisant la syntaxe suivante : {{admissibilité à vérifier\|date=juillet 2025\|motif=remplacez ce texte par le motif}}                      |
| 2. | Informer les utilisateurs concernés.     | Pensez à avertir le créateur de l'article, par exemple, en insérant le code ci-dessous sur sa page de discussion : {{subst:avertissement admissibilité à vérifier\|Pays du Grand Pau}} |

Le Pays du Grand Pau était situé dans le département des Pyrénées-Atlantiques et la région Nouvelle-Aquitaine. Il a été formé en vertu de la loi Voynet qui fait du pays un véritable territoire de projet, fondé sur une volonté locale.
Depuis 2018, il a été remplacé par le Pôle métropolitain Pays de Béarn.
Il comprend :
- la communauté d'agglomération de Pau-Pyrénées

8 communautés de communes :
- la communauté de communes de Thèze ;
- la communauté de communes du canton d'Arzacq ;
- la communauté de communes du Luy-de-Béarn ;
- la communauté de communes du Miey de Béarn ;
- la communauté de communes du Pays de Morlaàs
- la communauté de communes Gave et Coteaux ;
- la communauté de communes Ousse-Gabas ;
- la communauté de communes du Pays de Nay ;